# Gazprom Hungarian Open 2017
Il Gazprom Hungarian Open 2017 è stato un torneo di tennis giocato sulla terra rossa nella categoria ATP Tour 250 nell'ambito dell'ATP World Tour 2017. È stata la prima edizione del torneo. Si è giocato al Nemzeti Edzés Központ di Budapest, in Ungheria, dal 22 al 30 aprile 2017.

## Partecipanti

### Teste di serie
| Nazionalità | Giocatore         | Ranking* | Testa di serie |
| ----------- | ----------------- | -------- | -------------- |
| Francia     | Lucas Pouille     | 17       | 1              |
| Croazia     | Ivo Karlović      | 21       | 2              |
| Italia      | Fabio Fognini     | 29       | 3              |
| Spagna      | Fernando Verdasco | 31       | 4              |
| Francia     | Gilles Simon      | 32       | 5              |
| Italia      | Paolo Lorenzi     | 37       | 6              |
| Serbia      | Viktor Troicki    | 38       | 7              |
| Argentina   | Diego Schwartzman | 41       | 8              |

* Ranking al 30 gennaio 2017.

### Altri partecipanti
I seguenti giocatori hanno ricevuto una wild card per il tabellone principale:
- Fabio Fognini
- Márton Fucsovics
- Marsel İlhan

I seguenti giocatori sono entrati nel tabellone principale passando dalle qualificazioni:

- Aljaž Bedene
- Laslo Đere
- Bjorn Fratangelo
- Maximilian Marterer

I seguenti giocatori sono entrati in tabellone come lucky loser:
- Marius Copil
- Evgeny Donskoy
- Sergiy Stakhovsky

## Campioni

### Singolare
Lucas Pouille ha sconfitto in finale  Aljaž Bedene con il punteggio di 6-3, 6-1.
- È il secondo titolo in carriera per Pouille, primo della stagione.

### Doppio
Brian Baker /  Nikola Mektić hanno sconfitto in finale  Juan Sebastián Cabal /  Robert Farah con il punteggio di 7–6(2), 6-4.